# Khoảng cách năng lượng
Trong vật lý chất rắn, khoảng cách năng lượng là một dải năng lượng trong vật rắn không tồn tại trạng thái điện tử, tức là một dải năng lượng nơi mật độ của các trạng thái biến mất.
Đặc biệt trong vật lý vật chất ngưng tụ, một khoảng trống năng lượng thường được gọi trừu tượng hơn là khoảng trống quang phổ, một thuật ngữ không cần thiết cho các electron hoặc chất rắn.
Khoảng cách ban nhạc
Nếu một khoảng trống năng lượng tồn tại trong cấu trúc dải của vật liệu, nó được gọi là khoảng cách dải. Các tính chất vật lý của chất bán dẫn ở một mức độ lớn được xác định bởi các khoảng trống băng của chúng, nhưng đối với các chất cách điện và kim loại, cấu trúc dải - và do đó, bất kỳ khoảng trống băng nào có thể - chi phối các thuộc tính điện tử của chúng.

## Khoảng cách năng lượng siêu dẫn
Đối với chất siêu dẫn, khoảng cách năng lượng là một vùng có mật độ các trạng thái xung quanh năng lượng Fermi, với kích thước của khoảng cách năng lượng nhỏ hơn nhiều so với thang năng lượng của cấu trúc dải. Khoảng cách năng lượng siêu dẫn là một khía cạnh quan trọng trong mô tả lý thuyết về tính siêu dẫn và do đó có các đặc điểm nổi bật trong lý thuyết BCS. Ở đây, kích thước của khoảng cách năng lượng biểu thị mức tăng năng lượng cho hai electron khi hình thành cặp Cooper.
Nếu một vật liệu siêu dẫn thông thường được làm mát từ trạng thái kim loại của nó (ở nhiệt độ cao hơn) sang trạng thái siêu dẫn, thì khoảng cách năng lượng siêu dẫn không có ở trên nhiệt độ tới hạn {\displaystyle T_{c}}, nó bắt đầu mở khi đi vào trạng thái siêu dẫn tại {\displaystyle T_{c}} và nó phát triển khi được làm mát thêm.
Lý thuyết BCS dự đoán rằng size {\displaystyle \Delta }khoảng cách năng lượng siêu dẫn cho các chất siêu dẫn thông thường ở thang đo nhiệt độ bằng 0 với nhiệt độ tới hạn của chúng {\displaystyle T_{c}} : {\displaystyle \Delta (T=0)=1.764\,k_{B}T_{c}} (với hằng số Boltzmann {\displaystyle k_{B}}).

## Khoảng cách giả
Nếu mật độ của các trạng thái bị triệt tiêu gần năng lượng Fermi nhưng không biến mất hoàn toàn, thì sự triệt tiêu này được gọi là khoảng cách giả. Các giả hành được quan sát bằng thực nghiệm trong một loạt các lớp vật liệu; một ví dụ nổi bật là chất siêu dẫn nhiệt độ cao cuprate.

## Khoảng cách cứng so với khoảng cách mềm
Nếu mật độ của các trạng thái biến mất trong một phạm vi năng lượng mở rộng, thì đây được gọi là khoảng cách cứng. Nếu thay vào đó, mật độ trạng thái biến mất chính xác chỉ với một giá trị năng lượng duy nhất (trong khi bị triệt tiêu, nhưng không biến mất cho các giá trị năng lượng gần đó), thì đây được gọi là khoảng cách mềm. Một ví dụ mẫu về khoảng trống mềm là khoảng cách Coulomb tồn tại ở trạng thái electron cục bộ với tương tác Coulomb.